# Versmått
Versmått (ibland även versform eller diktform) kallas de regelbundna rytmiska mönster som finns i lyrik. Olika versmått har olika antal takter och/eller stavelser per versrad, olika antal versrader per strof, olika blandningar av betonade och obetonade stavelser, och olika typer av rim. Versmått kan sägas vara det som skiljer prosa och poesi då prosa definieras som tal eller skrift i obunden form fri från metriska regler.

## Grunden för versmåtten
I de flesta språk finns en naturlig växling mellan långa och korta stavelser, eller betonade och obetonade stavelser. I vanligt tal (prosa) uppträder dessa på måfå, eftersom innehållet är viktigare än formen. En poet som arbetar med versmått ska däremot välja och sortera sina ord så att de formar ett vackert, återkommande mönster. Regelbundenheten får texten att upplevas som poetisk. Mönstret gör att ord och fraser upplevs som särskilt betydelsefulla och uttrycksstarka då de fokuseras eller parallellställs i versbygget.
För den skull uppfann grekerna begreppet versfot som den minsta metriska byggstenen i en poetisk text. De namngav alla möjliga kombinationer av två till fyra stavelser. I senare svensk verslära ligger fokus på de fem vanligaste: jamb, troké, daktyl, anapest och spondé. Versfötterna kan delas in i grupperna stigande och fallande versfötter utifrån att rytmen upplevs som fallande eller stigande. Till stigande versfötter hör jamber, anapester och stigande peon, till fallande hör trokéer, daktyler och fallande peon.
Begreppet cesur sammanhänger inte med versfot. Cesur innebär en paus eller taktvila i en vers, mellan slutet på en fras och början på en annan. I längre versmått som hexameter placeras cesuren på ett och samma ställe i varje versrad.
En versrad kan avslutas med en katalex, en ofullständig versfot, vilket innebär att versen inte helt fullföljer det metriska mönstret och blir då katalektisk. På samma sätt kan en versrad avslutas med hyperkatalex. Om versen varken har katalex eller hyperkatalex är den akatalektisk.

## Versfyllnad
En stavelse kan i tal vara betonad, halvbetonad eller obetonad. En betonad stavelse är mer betonad än en halvbetonad, som är mer betonad än en obetonad. Och detta utgör grunden för versfyllnaden. På en plats i versen som kräver "betonad stavelse" måste stavelsen i det valda ordet vara lika betonad som eller mer betonad än de båda kringliggande: på en plats i versen som kräver "obetonad stavelse", måste stavelsen i det valda ordet vara lika obetonad som eller mindre betonad än de båda kringliggande.
Att skandera innebär att läsa upp en vers rytmiskt och med stark (överdriven) betoning. Att skandera hjälper att identifiera de betonade stavelserna och är ett användbart verktyg för att analysera en dikts rytm. För att beskriva dikters rytm i skrift används olika symboler för att beteckna betonade och obetonade stavelser. Ett sätt att göra detta på är "O" för betonad stavelse, "0" för halvbetonad stavelse, o för obetonad stavelse, / för kortare paus mellan ord och / / för cesur (längre paus). Ett annat sätt är med — för betonad (lång) stavelse, ◡ för obetonade (korta) stavelser och | eller || för cesur.
Exempel på versrader skrivna i symboler:
- Ur Tomas Tranströmer Dikter och Prosa 1954-2004:

”Under vråkens kretsande punkt av stillhet,                   Oo / Oo / Ooo / Oo / Oo
rullar havet dånande fram i ljuset."                                 Oo /Oo / Ooo / Oo / Oo
- Ur Esaias Tégner Svea:

”Jord, som mig har fostrat har och fädrens aska gömmer,    — ◡ | ◡ — | ◡ — || ◡ — | ◡ — | ◡ — | ◡
folk, som ärvt hjältars land och deras dygder glömmer! ”      — ◡ | ◡ — | ◡ — || ◡ — | ◡ — | ◡ — | ◡

## Strofer
En grupp med versfötter bildar en versrad eller helt enkelt en vers. När två eller flera versrader binds ihop bildar de en strof (i vardagligt tal "en vers"). Skillnaden mellan vers och prosa består framför allt i att versen är versindelad (radbruten) och inte styckesindelad. Strofer är vanligen typografiskt avskilda från varandra med blankrader och likartat utformade i enlighet med versmåttet. Dikter uppbyggd av strofer kallas strofisk dikt/vers, motsatsen är stikisk vers. Stikisk eller (stichisk) vers är vers utan strofindelning, raderna följer alltså varandra löpande utan en blankrad. Exempel på stikiska versmått är hexameter, blankvers, alexandrin och distikon

## Versformer
Versmåttet får sitt namn efter antalet rader som dess mönster omfattar - enrading, tvårading etcetera. Versfötterna kombineras till en versrad, ofta baserat på ett förutbestämt antal versfötter. De vanligaste versraderna kallas:
Tetrameter - fyrfotad vers
Pentameter - femfotad vers
Hexameter - sexfotad vers
Jambisk pentameter är med andra ord ett versmått där varje versrad består av fem jamber. Att räkna versfötter på det sättet kallas metrik. Dikter kan också delas in efter vilket rimmönster de har. En sonett, till exempel, kan ha det komplicerade rimmönstret:
a-B-B-a, a-B-B-a, C-d-C, e-e-d
Det finns olika typer av rim: manligt rim (enstavigt, ex. man-kan), kvinnligt rim (tvåstavigt, ex. kvinna-vinna), och löpande rim (trestavigt). Manligt rim betecknas med gemen och kvinnligt med versal. Poesi som inte följer något rim- eller metrikschema men fortfarande är vers(rad)indelad, alltså som inte följer något versmått, kallas för fri vers.

### Några versformer som bygger på metrik
- Blankvers (hos till exempel Shakespeare) består av oregelbunden jambisk pentameter.
- Alexandrin (vanlig hos Bellman) består av jambisk hexameter.[3]
  - Svensk - stikiskt versmått rimmad utan strofer.
  - Fransk - ett sexfotat versmått, med rader med stigande rytm.
- Sapfisk vers - tre elvastaviga rader som avslutas med en adonisk versrad.[3]
- Ottave rime - femtaktig jambisk strof i åtta rader rimställning a b a b a b c c.[17]
- Canzona - konstfullt italienskt versmått.
- Runometer (i Kalevala och finsk folkdiktning) består av fyrtaktiga trokeiska versrader.
- Daktylisk hexameter (för långa episka dikter, till exempel av Homeros i Odysséen och Iliaden, av Vergilius i Aeneiden, av Longfellow i Hiawatha).
- Distikon - versmått bestående av varannan rad hexameter och varannan pentameter.[3]
- Trimeter - en sexfotad, vanligast jambisk, vers utan rim och utan cesurer.[3]

### Versformer som främst bygger på annat än metrik
- Haiku består av fast antal teckenljud (som ofta motsvarar en stavelse men som ibland är kortare än en stavelse), nämligen (17) med ett fast fördelningsschema (fem-sju-fem) som alla är likvärdiga i styrka, längd, tonhöjd etcetera.[18]
- Knittel är stikisk vers bestående av tre-fyra betonade stavelser per versrad. Däremot kan antalet obetonade stavelser växla.[19]
- En limerick är metrisk endast i ett avseende: rad tre + fyra skall vara minst en stavelse kortare än övriga. En limerick är femradig och följer rimschemat AABBA.[20]
- I det fornnordiska drottkvätt behövs det minst 
  - 3 till 4 symboler för rim (dubbelt så många för att uttrycka att ett rim skall skilja sig från samma sorts rim i nästa strof)
  - ett tecken for "stavelse utan ljudvärde" som fixerar rimmens position
  - och minst två rader

## Versmåtten genom historien[källabehövs]
Under antiken var all poesi i första hand rytmisk. Aristoteles ansåg att olika versmått var lämpade för olika ändamål: Hexameter för episk lyrik, jambisk metrik för dans etcetera. 
Snorre Sturlasson säger att "stavelser är långa eller korta, hårda eller mjuka" och nämner ett visst antal stavelser per rad som kännetecknande för en särskild typ av dikt. Han använder dock inte begreppet versfot (eller motsvarande), för den har ingen grundläggande betydelse för fornnordisk och fornengelsk poesi. 
Från och med renässansen spred sig det klassiska synsättet även till folk som från början hade andra kriterier för poesi. Antika värderingar påverkade sättet att skriva vers, men i än högre grad sättet att beskriva vers.
I Esaias Tegnérs versepos Frithiofs saga från 1825 är de 24 dikterna alla skrivna på olika versmått.
Versmåttstänkandet har blivit mindre dominerande i den poetiska praktiken i och med den modernistiska poesins genombrott. Det skedde samtidigt som poesi alltmer avsågs att läsas innantill och inte deklameras inför publik. Den traditionella poesins verkningsmedel rim och rytm kom att ersättas av andra sätt att skapa poetisk effekt - grammatikbrott, grafiska mönster, djärva metaforer och idéassociationer, allusioner till andra texter. Under 1900-talet har dessa nästan helt trängt ut versmåttstänkandet. Behovet av betonings- och stavelseräkning och ett vackert ljudmönster lever dock kvar men återfinns mestadels i enklare genrer: i sångtexter, dagsvers och annan tillfällighetsdiktning. 
En uppvärdering av versmått i seriös poesi kan emellertid från 1980-talet skönjas i samtida amerikansk poesi, i den så kallade New Formalism-skolan, där framstående poeter som Dana Gioia, Timothy Steele, Robert Shaw, Marilyn Hacker, Bill Coyle och Michael Lind bland annat använder sig av versmått och rim. På skandinavisk botten finns samma uppskattning för versmått och meter sedan 1995 i retrogardistiska kretsar, primärt samlade kring tidskriften Aorta.

## Vidare Läsning
- Alf Henrikson, Verskonstens ABC (1982), Atlantis.
- Eva Lilja, Svensk metrik (2006), Norstedts
- Staffan Bergsten, Lars Elleström, Litteraturhistoriens grundbegrepp (andra reviderade upplagan) (2004), Studentlitteratur Lund
- Anna Nordlund, Varför litteraturvetenskap? : en ämnesintroduktion för nya studententer (2020), Studentlitteratur AB